# 刘登 (代王)
刘登（？—前133年），汉朝宗室，西汉代共王。其父代孝王刘参是汉文帝刘恒的第三子。前162年，其父刘参死后，刘登袭位，在位二十九年。前133年，刘登去世，谥号共（恭）。

## 兒子
- 清河剛王刘义，原代王
- 離石侯→涉侯劉綰
- 邵侯劉順
- 利昌康侯劉嘉
- 藺侯→武原侯劉罷軍
- 臨河侯→高俞侯劉賢
- 濕成侯→端氏侯劉忠
- 土軍侯→鉅乘侯劉郢客
- 皋琅侯劉遷
- 千章侯→夏丘侯劉遇

| 前任： 刘参 | 西汉代王 前162年—前133年 | 繼任： 刘义 |